# Chlum (Děčín)
Chlum  je XXXIV. část statutárního města Děčína. Nachází se na jihovýchodě Děčína. Děčín XXXIV-Chlum leží v katastrálním území Chlum u Děčína o rozloze 3,44 km².
Městská část se skládá ze dvou osad:
- Horní Chlum (německy Kollmen, Kulmen) na západní straně na svahu svažujícího se do Děčínské kotliny
- Dolní Chlum (německy Stabigt[4]) na východní straně v údolí svažujícím se k Březinám

## Historie
Prostor Chlumu se stal v 19. století oblíbeným výletním cílem a postupně zde vyrostly turistické objekty, ze kterých se dochovala kamenná vyhlídková věž z roku 1930 na vrchu Velký Chlum. Po druhé světové válce zanikl hotel s restaurací ve svahu pod Velkým Chlumem a také chata Na Tambuši, čímž podstatně utrpěla turistická atraktivita tohoto místa.

## Obyvatelstvo
Při sčítání lidu v roce 1921 v Horním Chlumu žilo 178 obyvatel (z toho 96 mužů) německé národnosti a římskokatolického vyznání. Podle sčítání lidu z roku 1930 měla vesnice 219 obyvatel: 215 Němců, jednoho příslušníka jiné národnosti a tři cizince. Většina se hlásila k římskokatolické církvi, tři lidé k evangelickým církvím a jeden člověk k dalším nezjišťovaným církvím. Sedmnáct lidí bylo bez vyznání.
Při sčítání lidu v roce 1921 v Dolním Chlumu žilo 136 obyvatel (z toho 72 mužů), z nichž bylo šest Čechoslováků a 130 Němců. Kromě čtyř lidí bez vyznání byli římskými katolíky. Podle sčítání lidu z roku 1930 měla vesnice 140 obyvatel: jednoho Čechoslováka a 139 Němců. Většina se hlásila k římskokatolické církvi, ale tři lidé patřili k nezjišťovaným církvím a 21 lidí bylo bez vyznání.

## Pamětihodnosti
- Lípa na Chlumu – památný strom, roste u silnice směřující do osady[9]
- Dub u Dolního Chlumu – památný strom, stojí na louce poblíž osady[10]

## Galerie

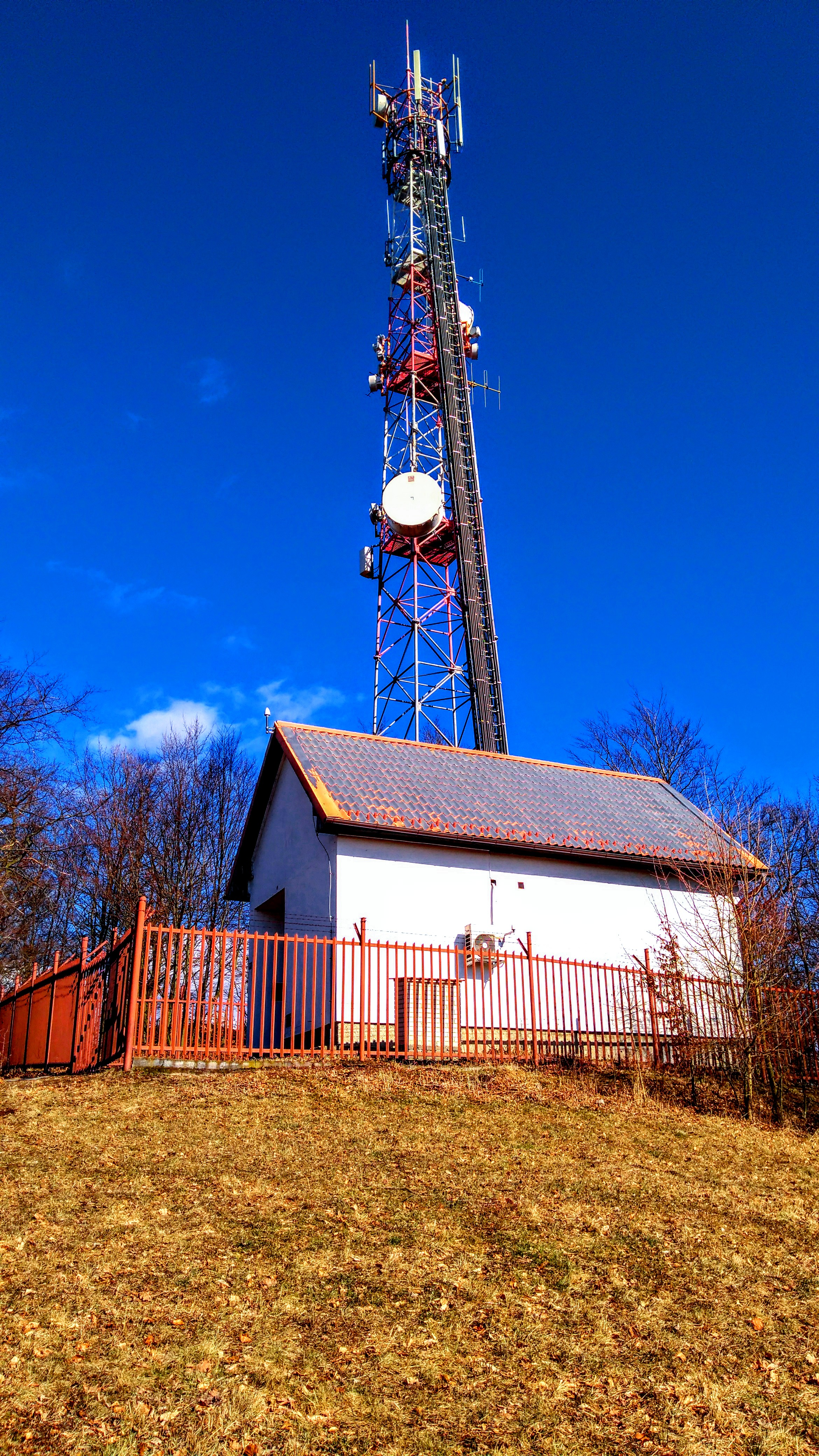
Vysílač na sousedním vrchu Chlum
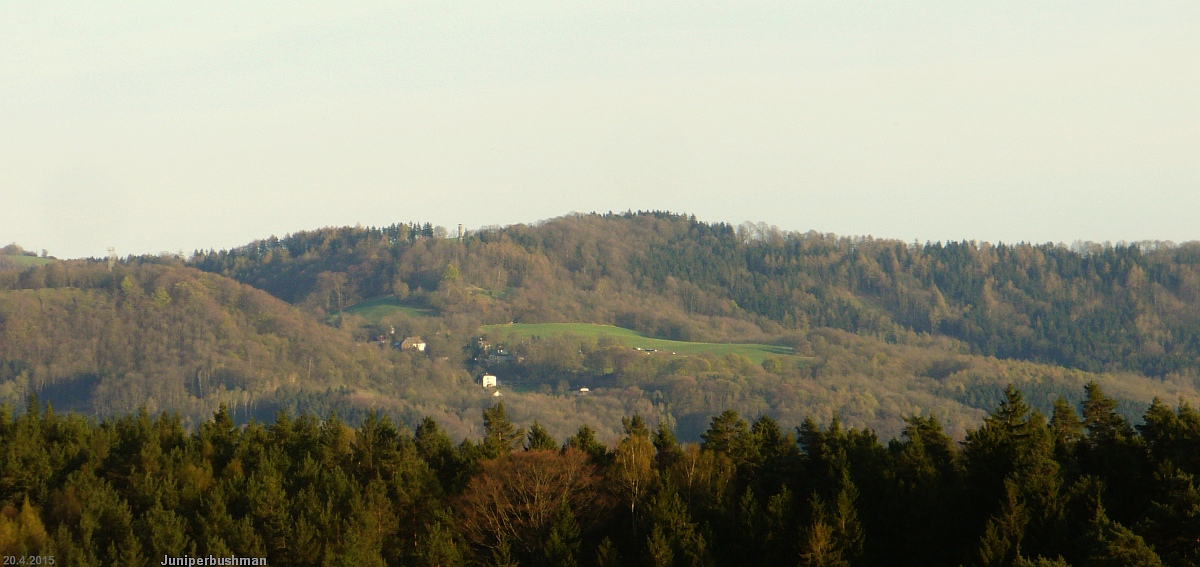
Osada Horní Chlum a za ní kopec Velký Chlum s rozhlednou
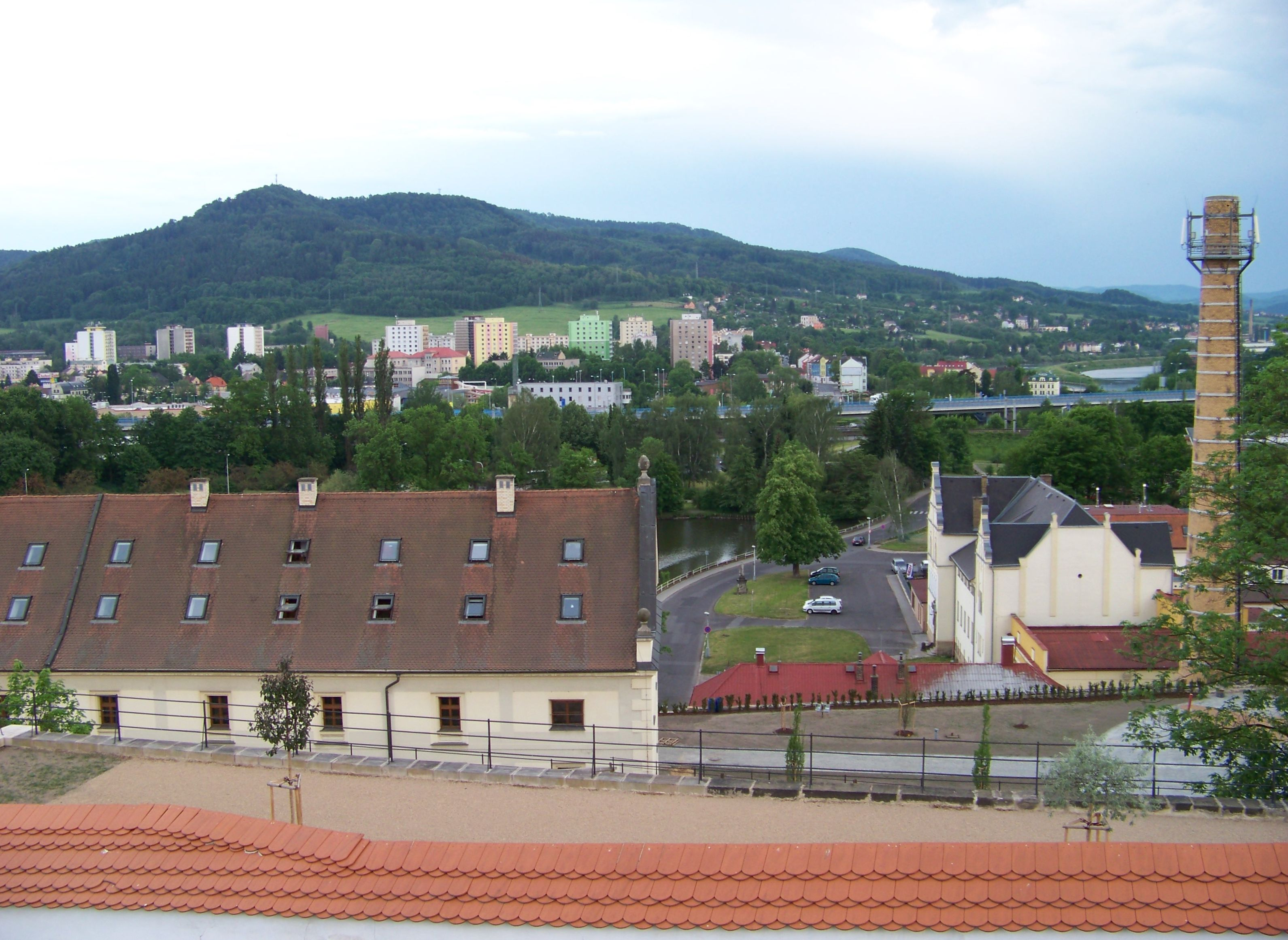
Pohled z Děčína
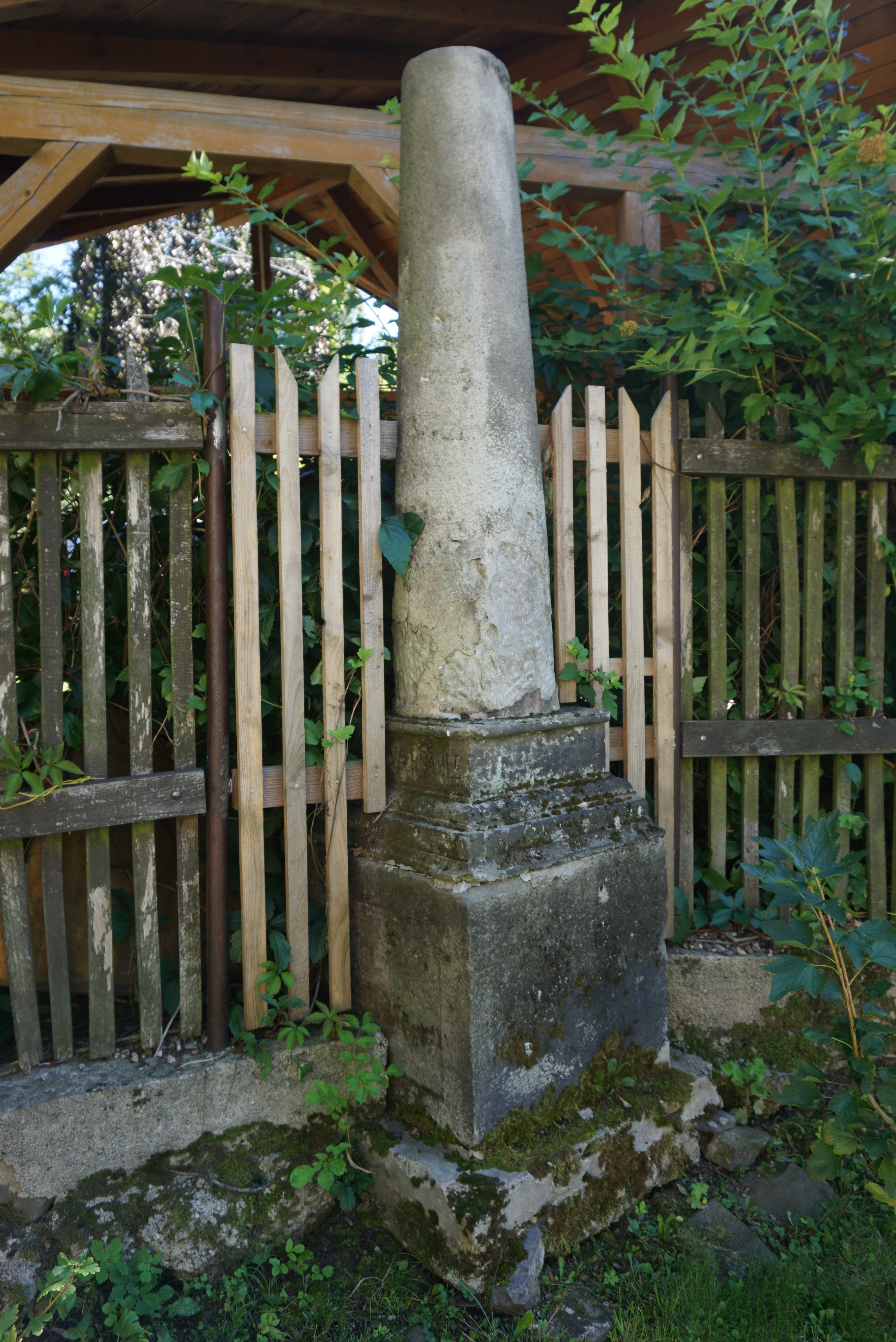
Historický milník
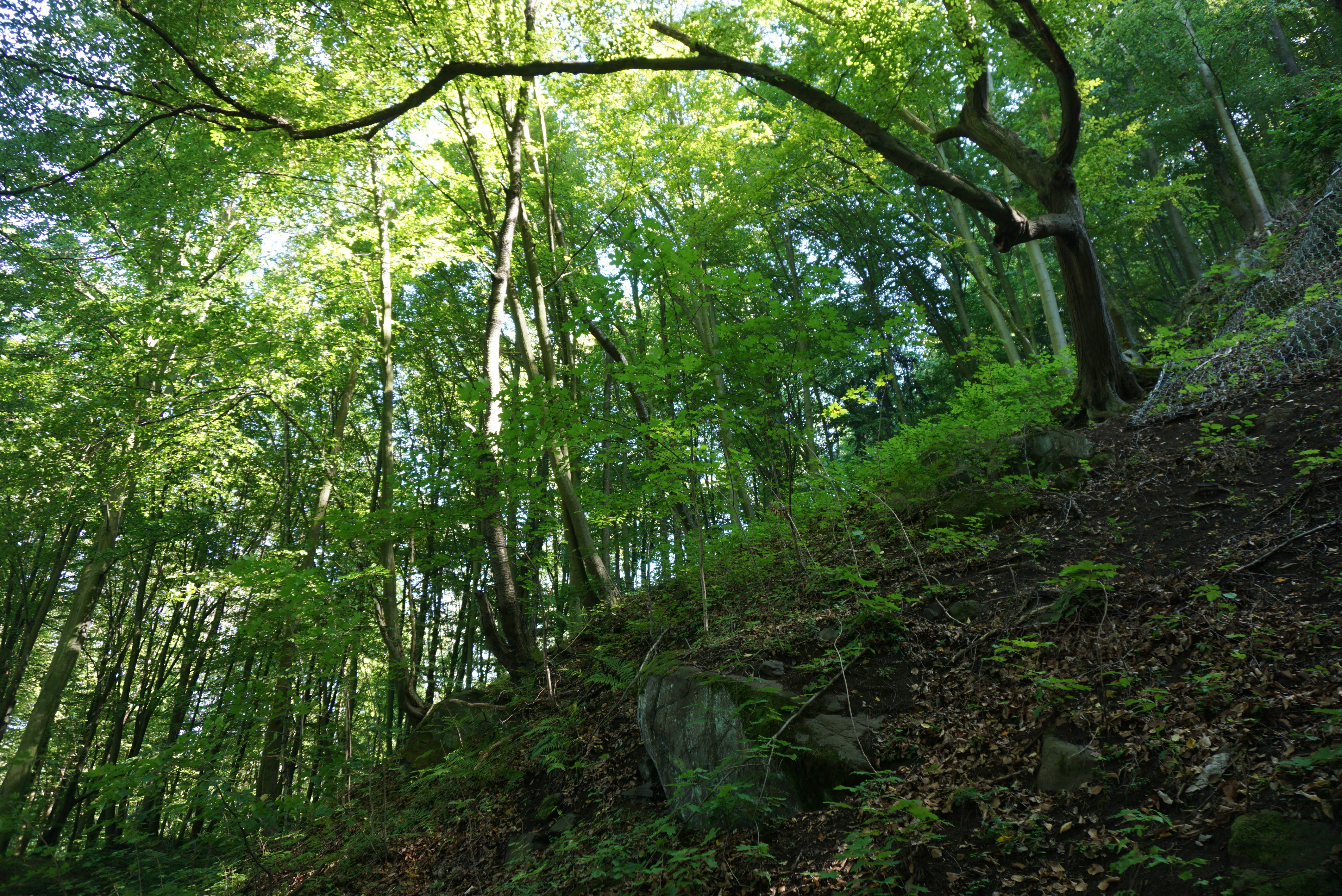
NPP Březinské tisy